# I Remember Yesterday
I Remember Yesterday (Yo Recuerdo el Ayer) es el quinto álbum de la cantante Donna Summer. Fue certificado oro por la RIAA y la BPI, y se convirtió en su tercer álbum consecutivo en alcanzar el #1 en Italia y uno de los más exitosos de su carrera en el continente europeo.
El lado uno del LP contiene canciones de estilo disco con música popular de la década de 1940 ("I Remember Yesterday"), 1950 ("Love's Unkind") y 1960 ("Back in Love Again"). El lado dos consiste de dos canciones de estilo disco/pop ("Black Lady" y "Take Me"), la balada "Can't We Just Sit Down (And Talk It Over)" y concluye con una canción de música electrónica que supuestamente represente al "futuro" y se convertiría en una de las canciones pioneras y más famosas de este género: "I Feel Love".
Al igual que algunos de los últimos álbumes de Summer, diferentes discográficas distribuyeron su trabajo en diferentes naciones. Varios de los sellos decidieron lanzar la balada "Can't We Just Sit Down (And Talk It Over)" como primer sencillo y con "I Feel Love" de lado B. Sin embargo, el impacto de la canción fue tan enorme que rápidamente fue lanzada como sencillo aparte. Canciones de disco anteriores habían sido por lo general respaldadas por una orquesta acústica, mientras que "I Feel Love" utiliza un respaldo totalmente sintetizado, que más tarde ayudaría a desarrollar otros géneros como la música electro,  tecno y house. Las voces repetitivas de Summer en el fondo de la canción ayudó al sencillo a convertirse en un éxito internacional. Por último, se convirtió en su segundo Top 10 en los Estados Unidos (después de "Love to Love You Baby") alcanzó el #6 en el Hot 100 de Billboard. También fue un gran éxito en Europa, convirtiéndose en su primer y único sencillo #1 en el Reino Unido. "I Feel Love" convirtió a Donna Summer como la principal artista femenina de la música disco.
La imagen sexual de Summer pareció disminuir en este álbum, tal vez por el ligero sonido disco combinado con la música popular de décadas anteriores. De hecho, las letras de "Love's Unkind" son bastante no sexuales en comparación con las canciones románticas grabadas por Summer unos años antes (la canción habla de una estudiante que se enamora de un compañero de clase). Las canciones "Take Me" y "I Feel Love" del lado dos son de una naturaleza un poco más sexual. El mismo año del lanzamiento de I Remember Yesterday, Summer fortalecería más su reputación de una artista seria y creíble cuando aceptó trabajar con el compositor británico John Barry en la banda sonora de la película The Deep. El tema musical "Down Deep Inside" fue lanzado como sencillo y se convirtió en otro éxito europeo de Summer (alcanzó el #5 en el UK Singles Chart).
Sin duda, ayudado por el fenómeno internacional de "I Feel Love", I Remember Yesterday se convirtió en su mayor éxito hasta esa fecha. Fue Top 20 en los Estados Unidos, siendo certificado oro por la RIAA y alcanzó el #3 en el Reino Unido (hasta el día de hoy la posición más alta alcanzada por un álbum de la artista). Además, la mayoría de los sencillos se convirtieron en hits europeos: "I Remember Yesterday" fue Top 20 en el UK Singles Chart, mientras que "Love's Unkind" alcanzó el #3 en esa misma lista, convirtiéndose en uno de sus mayores éxitos en dicho país. "Back in Love Again" tuvo una acogida buena, alcanzando el #29 en la lista ya mencionada.

## Lista de canciones
- Todas las canciones escritas por Donna Summer, Giorgio Moroder, Pete Bellotte, excepto las indicadas.

### Lado A
| N.º | Título                           | Duración |  |
| 1.  | «I Remember Yesterday»           | 4:45     |  |
| 2.  | «Love's Unkind»                  | 4:24     |  |
| 3.  | «Back in Love Again»             | 3:54     |  |
| 4.  | «I Remember Yesterday (Reprise)» | 3:02     |  |

### Lado B
| N.º | Título                                                      | Duración |  |
| 5.  | «Black Lady»                                                | 3:47     |  |
| 6.  | «Take Me»                                                   | 5:03     |  |
| 7.  | «Can't We Just Sit Down (And Talk It Over)» (Tony Macaulay) | 4:25     |  |
| 8.  | «I Feel Love»                                               | 5:53     |  |

## Personal
- Donna Summer: voz principal
- Thor Baldursson: teclado, bajo Moog, sintetizador Moog, arreglos
- Geoff Bastow, Mats Bjorklund: guitarra
- Les Hurdle: bajo eléctrico
- Keith Forsey: batería, percusión
- Giorgio Moroder, Robert Wedel: sintetizador Moog
- Dino Solera, Benny Gebauer, Frank Tgomina, Hanus Berbe, Hermann Breuer, Jim Polivka, Lee Harper, Rudy Fusers: instrumento de viento-metal
- The Brooklyn Dreams (Bruce Sudano, Eddie Hokenson, Joe Esposito), Dani McCormick, Marti McCall, Pattie Brooks, Petsye Powell: coros

- Norma Kamali: diseño de vestuario
- Victor Skrebneski: fotografía

## Producción
- Producido por Giorgio Moroder y Pete Bellotte
- Arreglado por Thor Baldursson
- Mezclado por Jürgen Koppers
- Ingeniero: Jürgen Koppers

## Posicionamiento

### Álbum
| Lista/País (1977)          | Posición más alta | Semanas    |
| -------------------------- | ----------------- | ---------- |
| Alemania                   | 7                 |            |
| Austria                    | 3                 | 20 semanas |
| Italia                     | 1                 |            |
| Japón                      | 77                |            |
| Noruega                    | 5                 | 17 semanas |
| Nueva Zelanda              | 12                | 13 semanas |
| Países Bajos               | 11                |            |
| Suecia                     | 13                | 13 semanas |
| UK Albums Chart            | 3                 | 23 semanas |
| Billboard Top Black Albums | 11                |            |
| Billboard 200              | 18                |            |

### Sencillos
| Sencillo                                    | Bandera de Austria | Bandera de Alemania | Bandera de Irlanda | Bandera de los Países Bajos | Bandera del Reino Unido | 1   | 2  |
| ------------------------------------------- | ------------------ | ------------------- | ------------------ | --------------------------- | ----------------------- | --- | -- |
| "Can't We Just Sit Down (And Talk It Over)" | -                  | -                   | -                  | -                           | -                       | 104 | 20 |
| "I Feel Love"                               | 1                  | 2                   | 1                  | 1                           | 1                       | 6   | 9  |
| "I Remember Yesterday"                      | 24                 | -                   | -                  | 20                          | 14                      | -   | -  |
| "Love's Unkind"                             | 18                 | 18                  | 2                  | 28                          | 3                       | -   | -  |
| "Back in Love Again"                        | -                  | -                   | -                  | -                           | 29                      | -   | -  |

Notas:
- 1 Billboard Hot 100
- 2 Billboard Hot Soul Singles

### Certificaciones
| País           | Asociación | Certificación | Fecha                |
| -------------- | ---------- | ------------- | -------------------- |
| Estados Unidos | RIAA       | Oro           |                      |
| Reino Unido    | BPI        | Plata         | 3 de agosto de 1977  |
| Reino Unido    | BPI        | Oro           | 24 de agosto de 1977 |